# Messerschmitt Me 262
Messerschmitt Me 262 — німецький реактивний винищувач, бомбардувальник та розвідник часів Другої Світової війни. Перший серійний реактивний винищувач в історії.

## Історія створення
У жовтні 1938 року, за завданням Рейхсміністерства авіації, на фірмі Мессершмітта було розпочато проектування експериментального літака для льотних випробувань турбореактивних двигунів P3302 фірми BMW з тягою 600 кг. Ці двигуни компанія BMW зобов'язалася поставити до кінця 1939. Літак мав позначення P-1065.
Незалежно від цього, аналогічні роботи велися і на фірмі «Гайнкель». Однак, в майбутньому, створений там винищувач He.280 з двома турбореактивними двигунами HeS-8A не зміг витримати конкуренції з «Мессершмітт», і 27 березня 1943 роботи по ньому були припинені.
Що стосується експериментального літака Me.262, то розробники одразу заклали в його конструкцію можливість доопрацювання до серійного бойового винищувача.

### 1941
Планер нового «Мессершмітта» був зібраний навесні 1941. Проте виготовлення придатних для випробувань турбореактивних двигунів P3302 (до того часу вони вже отримали офіційне позначення BMW-003) затримувалося. Було прийнято рішення, не чекаючи їх поставки, почати випробування літака з одним звичайним, поршневим, двигуном Юнкерс Jumo-210G, встановленим в носовій частині фюзеляжу. Перший політ Me.262 з таким двигуном був здійснений 18 квітня 1941 року. Літаком керував флюг-капітан Фріц Вендель.
У середині листопада того ж року на завод фірми «Мессершмітт» нарешті надійшли придатні для установки двигуни BMW-003, а ще через чотири місяці, 25 березня 1942, по завершенні статичних випробувань, Me.262 здійснив свій перший політ з ними. У цьому польоті через поломки лопаток компресора обидва двигуни загорілися і відмовили, але, завдяки завбачливо не демонтованому поршневому двигуну, літак вдалося врятувати.
Розроблені для літака двигуни виявилися ненадійними. Крім того, їхня тяга — 800 кг — була явно недостатньою для винищувача. У зв'язку з цим, хоч двигун BMW-003 і був практично повністю перепроектований (новий варіант отримав позначення BMW-003A), було вирішено від нього відмовитися на користь Jumo-004 з тягою 1050 кг. Перший політ з новими двигунами відбувся 18 липня 1942.

### Результати 1942
За багатьма характеристиками нова машина перевершувала традиційні літаки. Її швидкість — понад 800 км/год — на 150—300 км/год перевищувала швидкість найшвидших винищувачів і бомбардувальників.
Швидкопідйомність нового винищувача також була поза конкуренцією. Більше того, він був здатний здійснювати вертикальний набір висоти, чого не міг робити жоден літак союзників. В управлінні машина була значно легше, ніж масовий «Мессершмітт» Bf.109. Me.262 поступався традиційним літакам в радіусі віражу і в розгінних характеристиках. Зате він довше утримував високу швидкість розвороту, мав дуже високу швидкість пікірування. Замість високооктанового (за мірками того часу) авіаційного бензину, який ставало все важче отримувати, літак використовував більш просте в отриманні паливо — J-2 (важкий гас) і К1 (дизельне паливо); бензин марки B4 використовувався лише як паливо для двотактного стартера і в самих турбореактивних двигунах для їх запуску.
При всьому цьому командування Люфтваффе порахувало запуск в серію принципово нового, ще з «дитячими хворобами», літака справою не виправданою і занадто ризикованою. До того ж в той час зі своїми завданнями непогано справлялися винищувачі, які випускалися величезними серіями: «Мессершмітт» Bf 109 і «Фокке-Вульф» Fw 190. Та й ціна Me-262 була більш ніж у п'ять разів вища, ніж Bf 109. Але, тим не менш, відмовлятися від нового літака Люфтваффе не збиралося. Влітку 1942 року було замовлено 15 машин, і ще стільки ж — у грудні. Але, так як проект Me.262 в той час не мав пріоритетного статусу, роботи по ньому йшли неквапливо.

### 1943—1945рр..

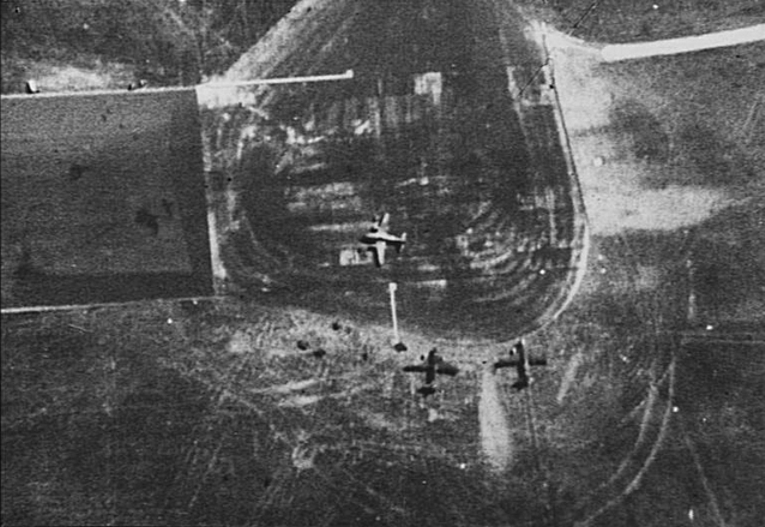
Фотографії аеророзвідки, на яких видно три Мессершмітт Ме 262, на аеродромі Рехлін-Лірз, жовтень 1944 року.

Ситуація змінилася в 1943. До того часу відставання авіації люфтваффе від літаків противника ставало усе відчутніше, причому, як в якісному, так і в кількісному відношенні. Перевагу в повітрі вже було втрачено. На цьому тлі наростала інтенсивність стратегічних бомбардувань території рейху. Вермахт зазнавав великі поразки на Східному фронті і в Африці. Очікувалася висадка англо-американських військ у Франції.
Вище командування з подачі фюрера знову зацікавилося Me.262. Однак тепер Гітлер побачив в цьому літаку не винищувач, а швидкісний бомбардувальник («бліц-бомбардувальник»), здатний, незважаючи на потужну протидію винищувальної авіації, зірвати майбутнє вторгнення в першій, найслабкішій фазі. Гітлер обґрунтовував свій вибір тим, що в умовах панування авіації союзників звичайні, низькошвидкісні, бомбардувальники перешкодити вторгненню не зможуть. При цьому Гітлер не розглядав новий літак виключно в модифікації бомбардувальника, він багато чого від нього очікував і як від винищувача, але бомбардувальник був потрібний йому в першу чергу.
На думку ж і керівництва Люфтваффе, і розробників літака, ця ідея була вкрай невдалою. По-перше, як показав ще досвід Битви за Англію, без переваги в повітрі використання винищувача як винищувача-бомбардувальника малоефективно і загрожує великими втратами. А ось Me.262 як винищувач, при достатній кількості літаків і хорошому рівні підготовки пілотів, цілком міг цю перевагу відвоювати. По-друге, цей літак, хоч і був здатний нести бомби на зовнішній підвісці, через конструктивні особливості не міг бути обладнаний бомбовим прицілом з нижнім оглядом, а, отже, не міг здійснювати прицільне бомбометання з великих висот. Через небезпеку втрати управління при перевищенні максимально допустимої швидкості була неможлива атака з пікірування. «Робота» на малій висоті також була небажана, оскільки через значне збільшення витрати палива при цьому істотно зменшувався радіус дії бомбардувальника. Та й Гітлер, для того, щоб зменшити шанси ураження літака зенітним вогнем і його падіння за лінією фронту, особистим наказом заборонив польоти над ворожою територією нижче 4000 метрів. Крім того, з тисячакілограмовим вантажем бомб на зовнішній підвісці «бліц-бомбардувальник» не міг втекти від винищувачів супротивника.
Однак фюрер ніякі доводи до уваги не брав і продовжував наполягати на своєму. У цій ситуації рішення Гітлера, сприйняте як абсурдне, командуванням Люфтваффе було проігноровано. Розробники так само не зробили ніяких кроків для проектування бомбардувальника. Програма виробництва та випробувань літака залишилася без змін. У раніше створеної експериментальної ескадрильї Erprobungskommando 262 (Ekdo 262) йшло відпрацювання тактики. Почалися випробування літака в ході реальних бойових дій, спрямованих, в першу чергу, на боротьбу з англійськими розвідниками і бомбардувальниками «Москіто», через свою високу швидкість, велику висоту польоту і маневреність важкодосяжним для звичайних винищувачів.

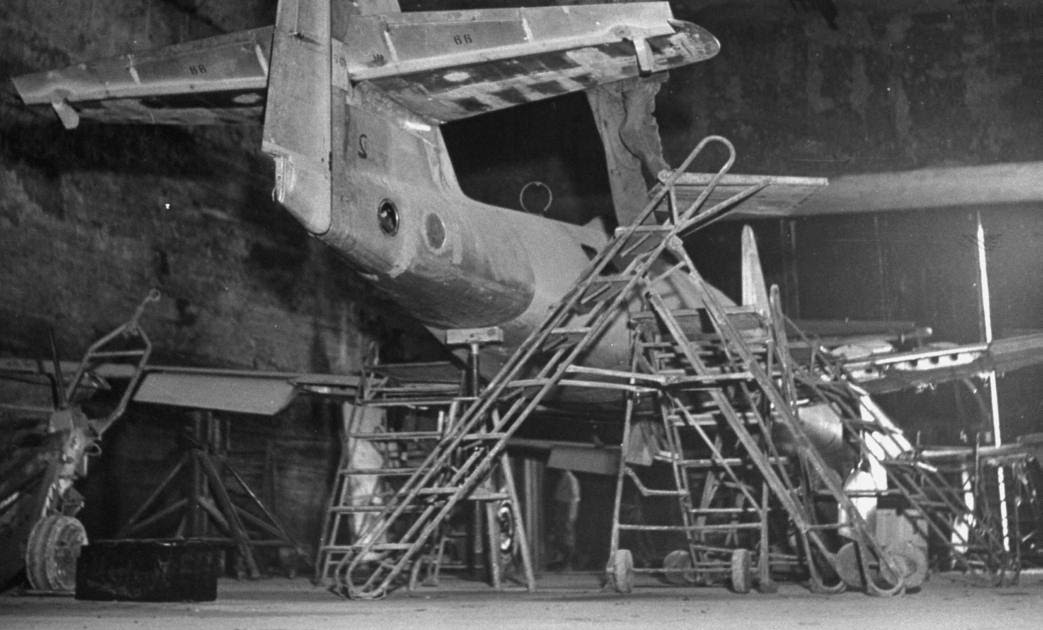
Кала / Тюрингія.- Виробництво реактивних винищувачів Messerschmitt Me 262 на підземному військовому заводі REIMAHG, 1945 рік

Коли Гітлер випадково довідався про це за два тижні до висадки союзників у Нормандії, вибухнув великий скандал, який коштував посади керівника авіаційної промисловості Ерхарду Мільху. Що стосується Me.262, то Гітлер заборонив відтепер ставитися до нього не тільки як до винищувача, але й навіть як до винищувача-бомбардувальника. Виробництво літака було взято ним під особистий контроль. Тепер довелося вносити зміни в конструкцію, розробляти нову тактику, навчати нових пілотів.
Коли 6 червня 1944 було відкрито Другий фронт, ще жоден з швидкісних бомбардувальників не був готовий до бойових операцій. Тільки через кілька тижнів, в серпні, перші бомбардувальники Me.262A-2 вилетіли на завдання. Для німецької сторони так і залишилося невідомим, чи змогли вони вразити хоч якусь ціль. До самого кінця війни ці літаки не мали успіху ні як бомбардувальники, ні як винищувачі.
Нарешті, на початку жовтня 1944 року, надійшов наказ головнокомандувача Люфтваффе Германа Герінга про формування винищувальної частини із сорока літаків Me.262. Її командиром був призначений один з найкращих німецьких асів Вальтер Новотни. Вже 4 жовтня відбувся перший бойовий виліт чотирьох винищувачів, причому три з них в цьому вильоті були збиті над аеродромом і при заході на посадку. Тим не менш, пізніше, успіхи ескадрильї змусили фюрера переглянути свою думку про нову машину. Літаки стали надходити в винищувальну авіацію. Програма ж виробництва бомбардувальників була згорнута. Позитивну роль в цьому зіграло і те, що на озброєння був прийнятий повноцінний реактивний бомбардувальник Arado Ar 234 Blitz.

## Серійні модифікації
Me.262 серійно випускався в наступних модифікаціях:
- Me.262 A-1a «Швальбе» (нім. Schwalbe, «Ластівка») — перша серійна модифікація з чотирма 30-мм гарматами MK-108 (темп стрільби 660 пострілів за хвилину, маса снаряда 330 г.);
- Me.262 A-1a/U3 — була випущена невелика серія;
- Me.262 A-1b — модифікація винищувача-перехоплювача з ракетним озброєнням (24 ракети R4M класу «повітря-повітря»);
- Me.262 A-2 «Штурмфогель» (нім. Sturmvogel, «Буревісник») — модифікація винищувача-бомбардувальника з пристроями для зовнішньої підвіски двох 500-кілограмових бомб. Гарматне озброєння скорочено до двох гармат MK-108. Літаки цієї серії робилися з вже зібраних винищувачів Me.262A-1a;
- Me.262 A-5a — модифікація літака-розвідника з двома камерами для аерофотознімання, встановленими замість двох з чотирьох гармат у носовій частині фюзеляжу. У підлозі кабіни був зроблений невеликий ілюмінатор;
- Me.262 B-1a — двомісний навчально-тренувальний літак;
- Me.262 B-1a/U1 — двомісний нічний винищувач-перехоплювач;
- Me.262 B-2a — двомісний нічний винищувач-перехоплювач з радіолокаційною станцією FuG-218 «Нептун» в носовій частині фюзеляжу;
- Me.262 C-1a «Хайматшутцер» (нім. Heimatschutzer, «Захисник Батьківщини») — винищувач-перехоплювач з двома турбореактивними двигунами Jumo-004 °C з тягою 1000 кг кожен і з рідинно-реактивним двигуном Вальтера HWK 109-509A з тягою 1700 кг, встановленим в хвостовій частині фюзеляжу (цей же двигун використовувався як основний в ракетному перехоплювачі Me.163B);
- Me.262 C-1b «Хайматшутцер» II — винищувач-перехоплювач з двома ТРД BMW-003R тягою 800 кг і РРД BMW 109—718 тягою 1500 кг;
- Me.262 E — варіант Me.262A-1a з 50-мм гарматою BK 5, встановленою в носовій частині фюзеляжу.
- Me.262 A-3a — штурмовик. Літак зберіг озброєння і боєзапас Me.262A-1a і отримав бронезахист паливних баків, підлоги і стінок кабіни. У серію не пішов.

## Програма Hochgeschwindigkeit
В ході випробувань літака пілоти зустрілися з низкою побічних ефектів швидкісних польотів — деформацією елеронів, «важким носом». Щоб встановити причину цих проблем, були проведені льотні випробування, в ході яких з'ясувалося, що причиною проблем є наближення швидкості польоту до швидкості звуку. В результаті досліджень було сформульовано низку пропозицій і рекомендацій для пілотів Me.262. Згідно ним, до швидкості 800 км/год літак пілотується без проблем. При перевищенні цієї швидкості необхідно було відхилити кермо висоти так, щоб компенсувати тенденцію до опускання носа. Швидкість 900 км/годину не слід було перевищувати.
16 лютого 1944 група Зейца з конструкторського бюро в Обераммергау представила програму, метою якої було створення надшвидкого літака на базі Me 262. Для розробки нових машин «Швальбе» був відмінним відправним пунктом і давав можливість збору інформації, необхідної для подальшого просування вперед. Програмі Зейца присвоїли найменування Hochgeschwindigkeit (Високошвидкісний) — скорочено HG. Її реалізація повинна була проходити в три фази, позначені HG I, HG II і HG III.

### Me.262 HG I
На цьому етапі передбачалося модифікація стандартного Me 262. Для цього на випробування був повернутий прототип Me 262 V9. 1 жовтня 1944 його передали на завод, де він отримав новий знижений ліхтар кабіни, скошене назад горизонтальне оперення і збільшений кіль з кермом напрямку. Літак отримав позначення Me.262 HG I.
Випробування прототипу почалися 18 січня 1945 р. в Лагер-Лехфельді. Керував літаком пілот Карл Баур. Приплющений ліхтар кабіни з малим аеродинамічним опором не отримав схвалення льотчика. Насамперед — він ледве вміщався в ній. Огляд вперед ще більш погіршився. Літак виконав п'ять експериментальних польотів, під час яких виникли проблеми із стійкістю, викликані новою хвостовою частиною. По поверненню на завод кіль змінили на стандартний.
У березні 1945 р. Me 262 HG I виконав ще 20 польотів із Бауром Лінднером за штурвалом.

### Me.262 HG II
У цій фазі програми була реалізована більш значна модифікація базового планера. Переробці піддався Me.262A-la. Окрім сплющеного на HG I ліхтаря кабіни і скошеного назад горизонтального оперіння він отримав крило із стрілоподібністю 35° на 25 %хорди. Надалі планувалося замінити класичні стабілізатори скошеним оперенням (типу «метелик» чи оперення Рудліцкого) із стрілоподібністю як у крила. Також двигуни Jumo 004B планувалося замінити на нові HeS 011 фірми Хейнкель.
Випробування цієї машини мало на меті відпрацювання оптимальної форми крила для однодвигунного реактивного винищувача. Літак повинен був почати програму випробувань одночасно з HG I, в середині березня 1945 р., але був тяжко пошкоджений на аеродромі і до кінця війни не відремонтований.

### Me.262 HG III
Найбільш радикальна модифікація Me.262 передбачалася третьою фазою програми «Високошвидкісний». Концепція з'явилася ще в грудні 1944 р. (потім вона лягла в основу проекту нічного винищувача від 12 лютого 1945), та її спорідненість з «Швальбе» вже важко було помітити. Насамперед, Me.262 HG III мав отримати крило із стрілоподібним по передній кромці 42°. Силову установку становили два двигуна Юнкерса Jumo 004D з тягою по 10,26 кн або Хейнкеля HeS Oil тягою по 12,7 кн, розміщених всередині потовщених кореневих частин центроплана крила. Однією з проблем, що зустрілися тут, були втрати при проході повітря через довгі повітрозабірні канали двигунів. Коли останні розміщувалися в індивідуальних гондолах, такої проблеми не існувало, оскільки повітря потрапляло безпосередньо в двигун. Однак розташування, прийняте на HG III, віддаляло силову установку від повітрозабірника.
У порівнянні з HG I і HG II змінилося також шасі. Всі колеса повинні були забиратися в фюзеляж. Хвостове оперіння спочатку відповідало HG I, а потім замінювалося оперінням типу «метелик». Ліхтар кабіни залишався аналогічним HG I і HG II. Очікувалося, що літак розвине швидкість 1050 км/год біля землі і 1100 км/год — на висоті 6000 м.
Роботи над Me.262 HG III проводилися дуже інтенсивно. Його модель була випробувана в аеродинамічній трубі. Проте кінець війни перервав всі дослідження.